# Ruggero Sclavo
Ruggero Sclavo, (in latino Rogerius Sclavus), (XII secolo – post 1177), è stato un nobile del Regno di Sicilia nel XII secolo, uno dei capi della rivolta baronale del 1161 contro Guglielmo I di Sicilia.

## Biografia
Ruggero Sclavo era il figlio illegittimo di Simone Del Vasto, conte di Butera, di Paternò, di Policastro e signore di Cerami. Simone era a sua volta figlio di Enrico del Vasto, fratello di Adelaide. Ruggero apparteneva quindi ai Del Vasto, ramo degli Aleramici, ed era fratellastro di Manfredo del Vasto, e nipote della normanna Flandina d'Altavilla, figlia di Ruggero gran conte di Sicilia.
Nel marzo 1161 fallì la rivolta popolare promossa a Palermo da Matteo Bonello contro il re Guglielmo I e i musulmani che ancora vivevano in Sicilia, considerati usurpatori. Alcuni degli sconfitti si rifugiarono nei territori aleramici dell'isola abitati da lombardi (Butera, Piazza Armerina), immigrati nell'isola al seguito dei del Vasto.
Pochi mesi dopo, Ruggero Sclavo, alleatosi con Tancredi d'Altavilla, futuro re di Sicilia, fomentò una seconda ondata antisaracena. Ruggero si scagliò, insieme ai lombardi , contro i musulmani dell'isola: saccheggiarono il territorio e fecero un massacro della popolazione di religione islamica, sia che vivesse in città insieme ai cristiani, sia che vivesse nei villaggi dei dintorni.
Come scrive lo storico longobardo Romualdo Guarma, detto il "Salernitano", nel Chronicon sive Annales:
Il re rispose mettendo insieme un esercito di Saraceni e si diresse verso Piazza Armerina e Butera, che conquistò e rase al suolo; i rivoltosi si arresero (estate 1161). Guglielmo I lasciò salva la vita a Tancredi e a Ruggero, ma li confinò fuori dal Regno: Tancredi riparò a Bisanzio, Ruggero forse si recò in Terra santa.
Ruggero Sclavo, come Tancredi, rientrò in Sicilia dopo la morte del re 1166 ed era ancora documentato in vita nel gennaio 1177.